# 長井駅
長井駅（ながいえき）は、山形県長井市栄町にある山形鉄道フラワー長井線の駅である。山形鉄道本社のほか、工務区も長井駅構内に置いている。

## 歴史

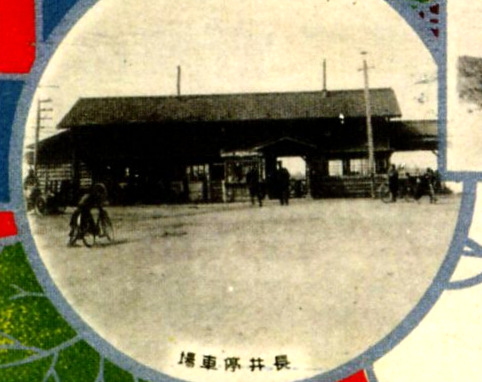
『長井停車場』1923年4月22日長井-荒砥開通記念の絵葉書より

- 1914年（大正3年）11月15日：長井軽便線梨郷 - 長井間開通と共に開業[1]。
- 1936年（昭和11年）3月29日：駅舎改築、祝賀会挙行[2]。
- 1982年（昭和57年）11月15日：貨物取扱廃止[1]。
- 1984年（昭和59年）2月1日：荷物扱い廃止[1]。
- 1987年（昭和62年）4月1日：国鉄分割民営化に伴い、JR東日本の駅となる[1]。
- 1988年（昭和63年）10月25日：山形鉄道へ移管[1][3]。
- 1989年（平成元年）12月6日：山形鉄道旅行センター開業。
- 1996年（平成8年）1月10日：旅行センターにJR宅配端末を設置（現在はビジネスえきねっとに置き換え）。
- 1998年（平成10年）5月1日：窓口業務を長井市観光協会に委託[4]。
- 2002年（平成14年）：東北の駅百選に選定される。
- 2003年（平成15年）3月24日：窓口業務を再度直営化[4]。
- 2019年（令和元年）8月1日：駅舎建て替えのため仮駅舎に移転[5]。
- 2021年（令和3年）5月6日：長井市役所庁舎と一体となった駅舎の供用を開始[6][7]。

## 駅構造
島式ホーム1面2線の地上駅で、駅本屋とは構内踏切で連絡している。

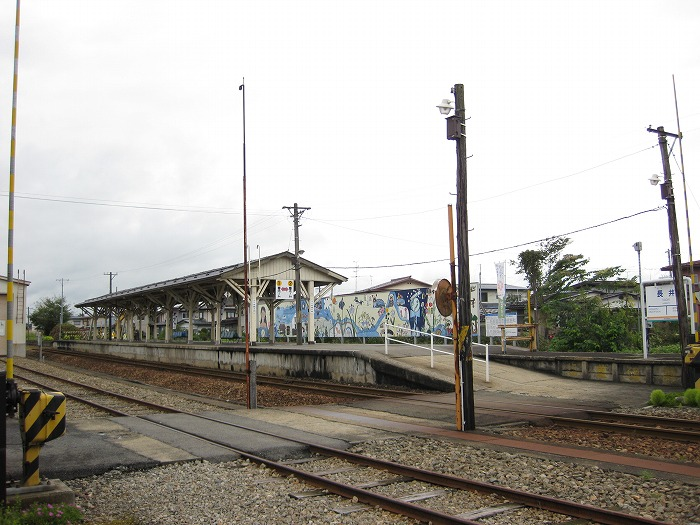
構内踏切とホーム

改札口は無く、ホームには自由に入ることができる。両ホームとも赤湯方面、荒砥方面への発車が可能であるが、通常はのりばが固定されている。側線には保線用モーターカーの車庫がある。モーターカーの車庫に隣接して旧貨物ホームが残る。
西側には縮小されながらも防雪林が残っていたが、駅周辺の整備事業のため、2009年9月初めに伐採された。その後、防雪林跡地が公園として整備され、駅舎からホームへの踏切が延長される形で西側の公園と連絡された。公園は駅西側の住宅街につながっており、駅の西側入り口も兼ねている。ただし冬季間は除雪されないため、ホームから公園側の踏切が閉鎖となる。
社員配置駅。旅行センター（営業時間9時00分 - 17時30分、祝日・年末年始休業）、自動券売機、待合所、ギャラリーが駅舎内部におかれている。旅行センターでは硬券乗車券・硬券入場券・回数券・定期券のほか、JR線乗車券・特急券類（ビジネスえきねっと使用、日曜を除く）を取り扱っている。

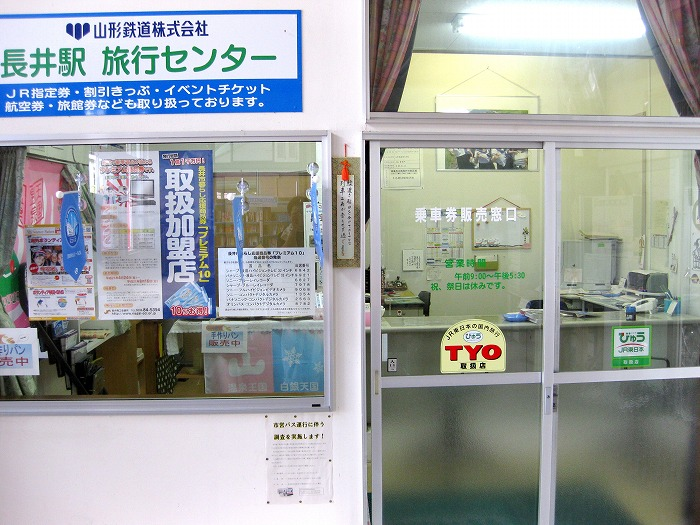
長井駅旅行センター

待合室内には売店・駅そば屋がある。
のりば
| 1 | ■フラワー長井線 | 今泉・宮内・赤湯方面 |
| 2 | ■フラワー長井線 | 荒砥方面             |

## 利用状況
1日平均乗車人員は以下の通り。
| 乗車人員推移 | 乗車人員推移 |
| 年度         | 1日平均人員  |
| ------------ | ------------ |
| 1997         | 861          |
| 1998         | 844          |
| 1999         | 732          |
| 2000         | 646          |
| 2001         | 607          |
| 2002         | 547          |
| 2003         | 515          |
| 2004         | 518          |
| 2005         | 485          |
| 2006         | 404          |
| 2007         | 370          |
| 2008         | 361          |
| 2009         | 335          |
| 2010         | 342          |
| 2011         | 340          |
| 2012         | 326          |
| 2013         | 297          |
| 2014         | 284          |
| 2015         | 275          |
| 2016         | 271          |
| 2017         | 268          |

## 駅周辺

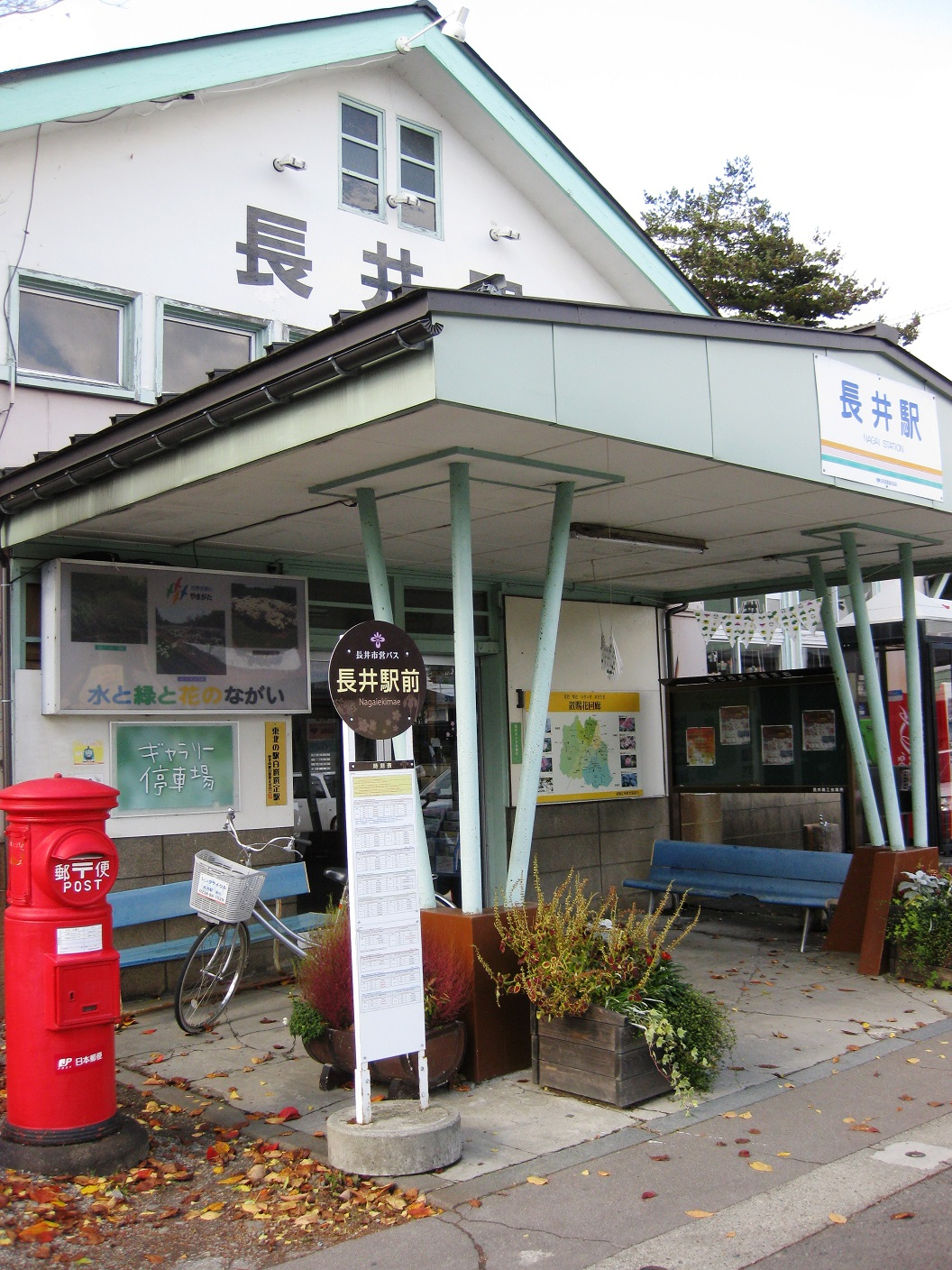
市営バス長井駅前停留所

- 長井市営バス・山交バス、長井市役所・長井駅前停留所（すべての路線が利用可能。ただし長井市営バスは各路線1日数本のため注意が必要）
- タクシーのりば
- 山形県置賜総合支庁西庁舎
- 長井市役所
- 長井郵便局
- 長井中道郵便局
- 長井市立長井小学校
- 小桜館（旧西置賜郡役所・文教の杜ながい内）
- 公立置賜長井病院
- 長井警察署あやめ交番
- 松ヶ池公園（白つつじ公園）南東へ徒歩約15分又はタクシー等利用
  - 松ヶ池公園内もしくは隣接　長井市民文化会館・長井市武道館・長井市立図書館・皇大神社
- やませ蔵美術館（松ヶ池公園西方、金・土・日曜日開館、冬期間は閉館）
- TASビル（国道287号を挟んで松ヶ池公園向かい。タスパークホテル・長井市観光協会・長井商工会議所・エフエムい〜じゃん おらんだラジオ等が入居）
- 山形銀行 長井支店
- 荘内銀行 長井支店
- きらやか銀行 長井支店・長井中央支店
- 山形中央信用組合本店
- 米沢信用金庫長井支店
- 東北労働金庫長井支店
- 山形中央信用組合 本店
- うめやサンプラザ店
- ツルハドラッグ 長井中道店

## その他
- 1986年に放映されたニチレイ「中高生のお弁当」のCMにおいて長井駅のホームが撮影に使用された。前述の防雪林も映像に映っている。

- 旧駅舎は天井の高い木造駅舎。「開業当時からの面影を残すかわいらしい駅舎」として、東北の駅百選に選定されていた。ただし、実際は開業当時からの駅舎ではなかった[8]。駅舎内は改装され、旧事務室部分は「ギャラリー停車場」となり、市民の憩いの場となっていた。これは、フラワー長井線のCTC化の際、駅の無人駅化が計画されたためで、その後長井市の観光協会が入居し、窓口業務も観光協会に業務委託されたものである。その後、観光協会が移転しギャラリーとなり、駅業務も山形鉄道直営に戻っていた。

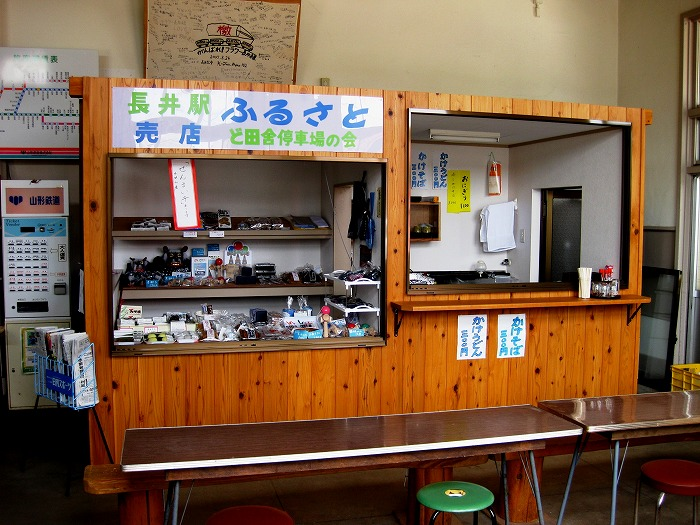
長井駅売店「ふるさと」
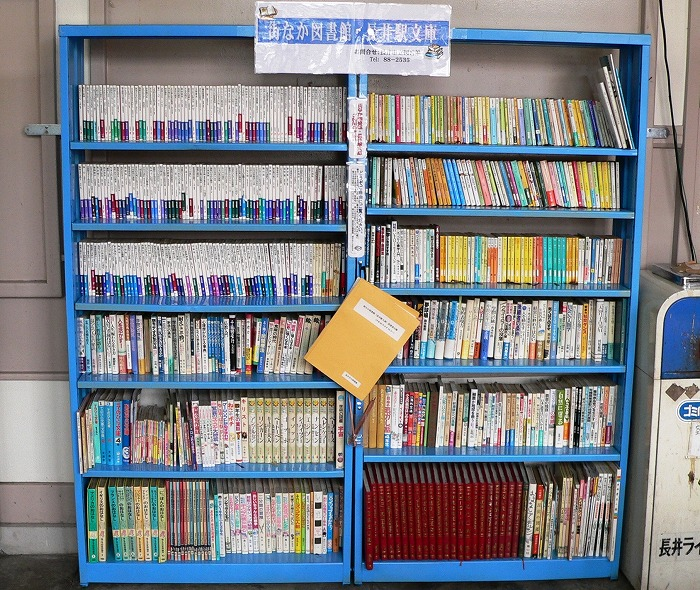
長井駅文庫
2009年8月5日、待合室内にど田舎停車場の会が運営する売店がオープンした。
地元のお土産や地元産の野菜を販売しており、駅そば・うどんコーナーも設けられている。
営業時間は午前10時頃から夕方4時頃までで、そば・うどんは11時頃から麺がなくなるまで営業。
駅舎建て替えの際に駅前通りに移転した。
- 街なか図書館 長井駅文庫
待合室内に長井市立図書館の長井駅文庫が設けられており、自由に読む事ができる。また、備え付けのファイルに記入すれば借りる事もできる。
- 巨大壁画
ホームの西側に、巨大な壁画が飾られている。これは長井青年会議所40周年記念事業として2005年8月に完成したもので、長井の名物などいろいろなものが市内の小・中学生によって描かれている。

- 長井駅売店「ふるさと」
- 長井駅文庫

## 隣の駅
山形鉄道
■フラワー長井線
南長井駅 - 長井駅 - あやめ公園駅